# Googleの隠しコマンド一覧
Googleの隠しコマンド一覧（グーグルのかくしコマンドのいちらん）では、Googleが運営するサービスの隠しコマンドやイースターエッグを一覧にしている。だが一部できないものもある。
elgooGでは廃止されたイースターエッグを見ることができる。
Google検索においてのコマンドは、一部機種およびウェブブラウザでは不可能なコマンドおよび、コマンド実行そのものが不可な可能性がある。

## Google 検索
- 「一回転」と検索すると検索結果画面が一回転する[2][3]。英語で"Do a barrel roll"や"Z or R twice"と検索することでも同じ効果を得ることができる[3]。

元ネタは、コンピュータゲーム「スターフォックス64」に登場するチュートリアル的台詞の一つである。
- ホーリー祭と調べるとインクを投げられる
- 「斜め」[4] や"Askew"と検索すると検索画面が傾く。("tilt"は効果なし。）( 見る )
- 検索欄に「Find Chuck Norris」（チャック・ノリスを探せ）または「Google Chuck Norris」[5]（チャック・ノリスをググれ）などと入力して「I'm Feeling Lucky」ボタン（「Google検索」ボタンの隣にあるボタン）を押すと、Googleの検索結果画面を模した"www.nochucknorris.com"というサイト[6] に転送され、「Googleはチャック・ノリスを検索しません。なぜならあなたがチャック・ノリスを探すのではなく、チャック・ノリスがあなたを探し当てるからです。」というメッセージが表示されるようになっていた[2][5][6]。これはチャック・ノリス・ファクトと総称されるジョークの一種である。2020年6月現在、サイト"www.nochucknorris.com"[6] はリンク切れとなり、Google検索で"I'm Feeling Lucky"ボタンを押しても"www.nochucknorris.com"へ転送されることもなくなっている。
- 「人生、宇宙、すべての答え」と検索すると、計算画面が表示され、「42」という数字が表示される。元はダグラス・アダムズの小説「銀河ヒッチハイク・ガイド」の引用[2]。( 見る )
- 「the number of horns on a unicorn」（ユニコーンの角の数）と入力すると、電卓画面が表示され、その回答として「1」という数字が表示される[7]。( 見る )
- 「再帰」と検索すると、検索結果の最上部に「もしかして: 再帰」と表示される[8]。この文字列は「再帰」への検索結果にリンクしており、これをクリックすると再度、同じ検索結果が表示される[8]。同様の意味を持つ、英語の"recursion"でも同様のことができる[8]。( 見る )
- 「隕石」と検索すると検索結果画面に隕石が降ってくる。( 見る )
- 「塊魂」と検索すると検索結果画面に出てくる丸いトゲトゲした球体をタップして転がすとその球体に検索結果をくっつけて遊ぶことが出来る。( 見る )
- ｢流星群」と検索すると検索結果画面が暗くなり流星が流れる。( 見る )
- 「BTS」と検索すると下からバルーンが出てきて、マウスカーソルで割ることができる。マイクの入った風船は割るとメンバーの声が聞こえる。( 見る )
- 「スプラトゥーン」と検索するとインクが出せる。( 見る )
- 「スーパーマリオブラザーズ」または「マリオ」と入力することで、ハテナブロックを叩ける。
  - ハテナブロックを叩くとコインが出てきて、100枚出すと、原作通り1UPする。( 見る )
- 2010年5月にパックマン30周年記念として2日間プレイ可能であった[2]。なお、現在もgoogle pacmanと検索することで再現が可能である。( 見る )
- 「マインスイーパ」や"minesweeper"と検索することでマインスイーパが遊べる[9]。( 見る )
- 「ソリティア」や"solitaire"と検索することでソリティアで遊べる。( 見る )
- "atari breakout"と画像検索することでブロックくずしで遊べた。
- 「三目並べ」や"tik tak toe"と検索することで三目並べで遊べる。( 見る )
- 「マインクラフト」や"Minecraft"と検索することで、検索結果画面に土ブロックが発生し、クリックする事で破壊できる。( 見る )
- 「イカゲーム」や"Squidgame"と検索することで、検索結果画面にイカゲームの招待状が発生し、クリックすることでイカゲームの第1ゲーム「だるまさんがころんだ」を遊べる。
- 「metalist」と入力すると花火があがる。
- 「犬」「猫」と検索すると肉球のスタンプを押せる。                                                                                               （見る）（見る）
- 「トマト祭り」または「トマティーナ」と検索するとトマトを投げられる。
- ヘビゲームと検索するとヘビゲームで遊べる。( 見る )

## その他
- Google Earth Proで「ツール(T)」-「フライトシミュレータ」を選択することによって画面がフライトシミュレータ風の画面になる
- Google Play Msic問題を解決する手順として、「上上下下左右左右BA」、いわゆるコナミコマンドを打つ措置がとられている[10]。
- 「www.google.com/teapot」と検索するとティーポットが出てくる。そのティーポットをクリックするかスマホを傾けるかしたら、ティーポットがコップに紅茶を注ぐ姿が見られる。これは、HTCPCPの418エラーの実装であり、有識者向けのジョークである[11]。
- Google Chrome等のChromium系ブラウザでオフライン状態で何らかのサイトにアクセスする、もしくは[chrome://dino]にアクセスすると『恐竜ゲーム』で遊ぶことができる。ただし、Microsoft EdgeやOperaなど一部のブラウザは無効化や別のゲームへの差し替えが行われている場合がある[12]。
- グーグル検索でヒットしないワードをいれると魚を釣っている怪獣が出てくる。口笛を吹いたり、クリックすることで魚釣りができる。空き缶と靴はハズレ、魚の缶詰と魚はあたり。